# Erythranthe verbenacea
Erythranthe verbenacea är en gyckelblomsväxtart som först beskrevs av Edward Lee Greene, och fick sitt nu gällande namn av Guy L. Nesom och N.S.Fraga. Erythranthe verbenacea ingår i släktet Erythranthe och familjen gyckelblomsväxter. Inga underarter finns listade i Catalogue of Life.